# X Puppis
X Puppis är en pulserande variabel av Delta Cephei-typ (DCEP) i stjärnbilden Akterskeppet. 
Stjärnan varierar mellan visuell magnitud +7,86 och 9,17 med en period av 25,973 dygn.